# تور (شهر اتریش)
تور (به آلمانی: Thaur) یک منطقهٔ مسکونی در اتریش است که در اینسبروک لند واقع شده‌است. تور ۲۱٫۱ کیلومتر مربع مساحت دارد ۶۳۳ متر بالاتر از سطح دریا واقع شده‌است.